# Меламуд, Шая Ноевич
Шая Ноевич Меламу́д (1911 — 1993) — советский живописец и график, член ЛОСХ (до 1992 года — Ленинградской организации Союза художников РСФСР).

## Биография
Родился 13 августа 1911 года в Одессе (по другим данным, в Вознесенске). В 1931—1940 годах учился в Ленинграде в ИНПИИ — ИЖСА ВАХ у К. Ф. Юона и П. А. Шиллинговского. В 1940 получил справку «об окончании живописного факультета с правом защиты дипломной работы». В 1956 представил и защитил дипломную работу — «Портрет академика Л. С. Берга» и «Портрет лучшего кузнеца Ленинграда Д. Н. Шкредова». Присвоена квалификация художника живописи.
В конце 1939 года в Куокколе участвовал в приёмке и систематизации художественных ценностей и архива И. Е. Репина. Соавтор (совместно с И. А. Бродским) книги «Репин в Пенатах» (1940).
Участвовал в выставках с 1940 года, экспонируя свои работы вместе с произведениями ведущих мастеров изобразительного искусства Ленинграда. Писал портреты, жанровые и исторические композиции, пейзажи. Автор картин «Невский проспект во время реконструкции» (1951), «Портрет лучшего кузнеца Ленинграда Д. Н. Шкредова» (1954), «Машинист крана мартеновского цеха», «Сиверская» (обе 1957), «Портрет С. И. Мироновой, передовой работницы табачной фабрики имени Урицкого» (1960), «Вива Куба!» (1961) и других.
В начале 1990-х годов работы Шаи Ноевича Меламуда в составе экспозиций произведений ленинградских художников были представлены европейским зрителям на целом ряде зарубежных выставок.
Муж художницы Р. А. Гетман (1913—1983). Отец художницы театра и кино Киры Шаевны Меламуд (род. 21.09.1940).
Скончался 20 октября 1993 года в Санкт-Петербурге. 
Произведения Ш. Н. Меламуда находятся в музеях и частных собраниях России, Украины, Германии, США, Франции и других стран.